# ТЭЦ Гданьск-2
ТЭЦ Гданськ-2 (ЭС-2) – теплоэлектроцентраль в одноименном городе на севере Польши.

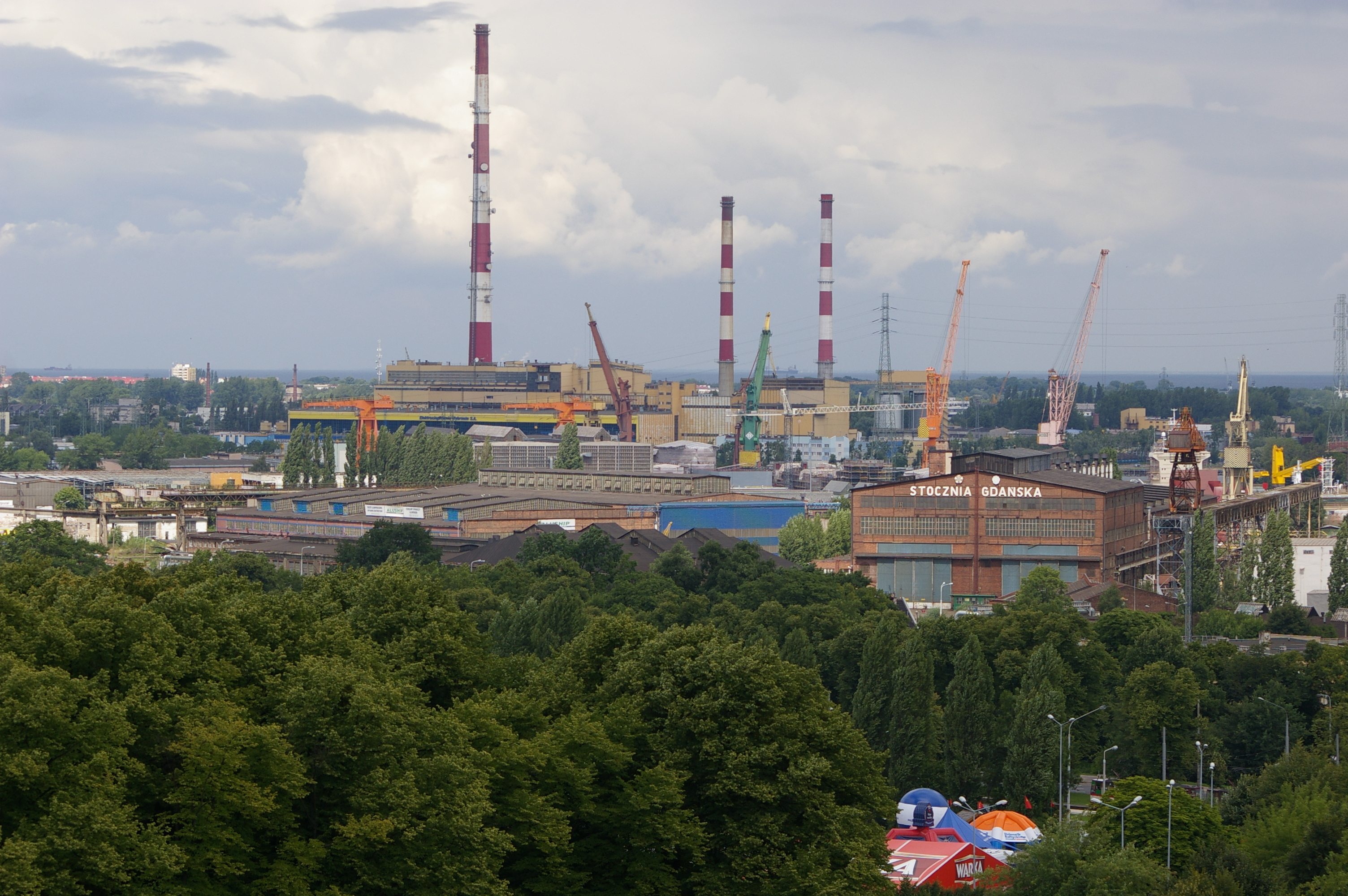
Станция с тремя дымоходами

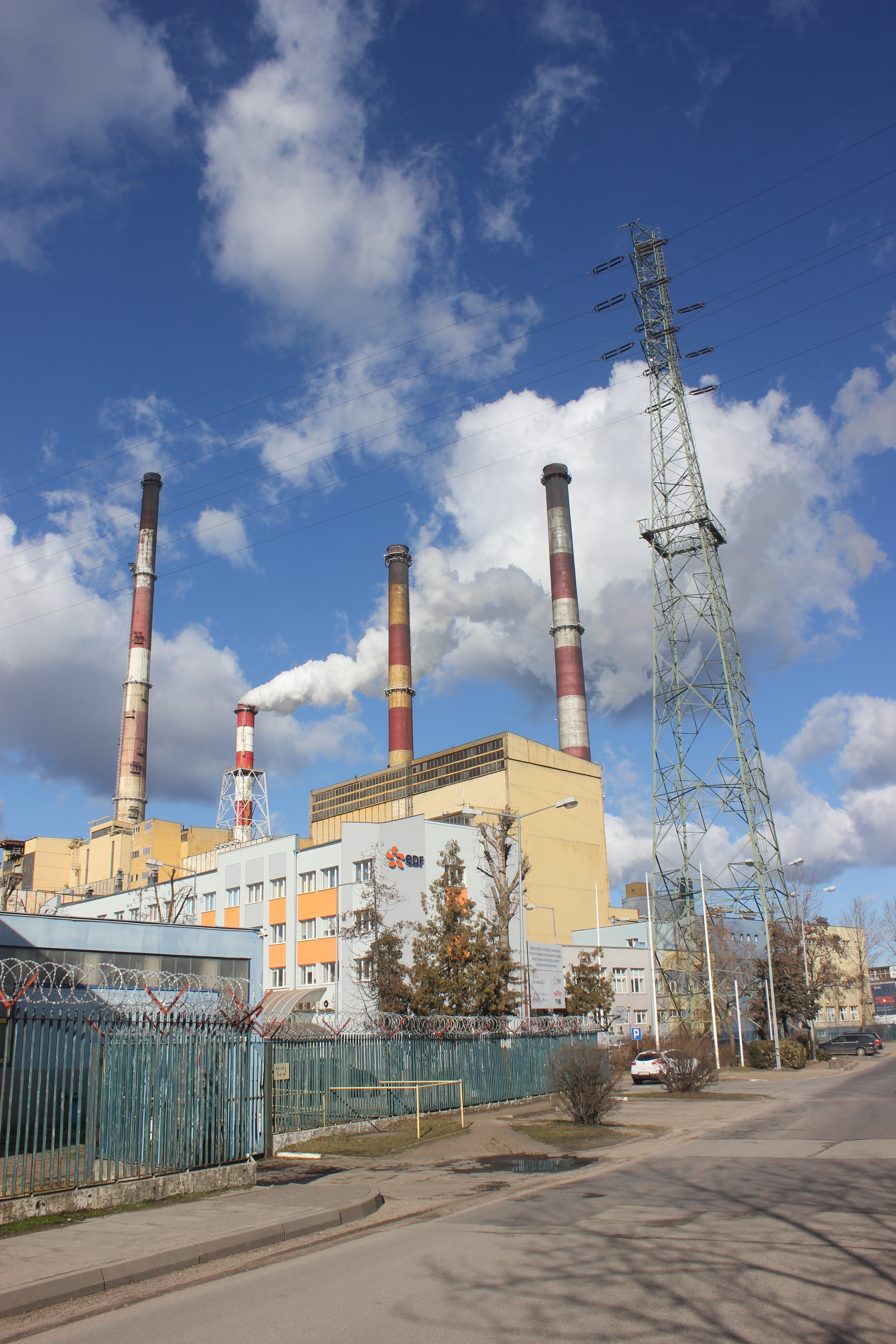
ТЭЦ в 2017 году, виден дополнительный дымоход установки десульфуризации

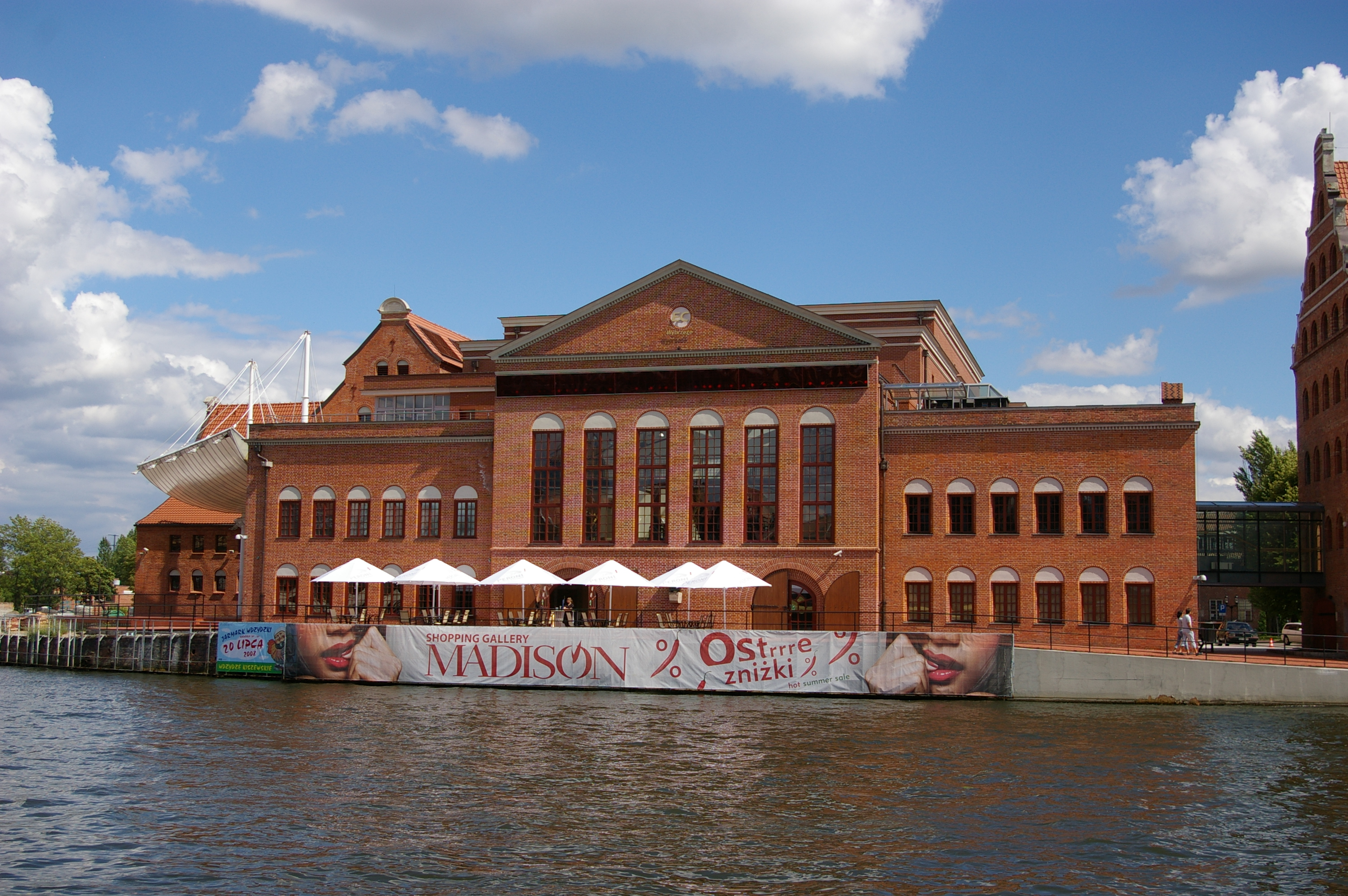
Здание первой гданьской ТЭЦ, которая действовала с 1899 по конец 1990-х годов. На данный момент здесь расположена Польская Балтийская филармония имени Фридерика Шопена

Еще с 1899 года в Гданьске (до 1945 года принадлежавшем Германии) работала электростанция, которую закрыли во второй половине 1990-х годов. На тот момент в городе уже действовала ТЭЦ Гданськ-2, которая начала работу в 1970 году с одной турбиной мощностью 22,5 МВт, питаемой двумя угольными паровыми котлами ОР-70 производства Rafako (Рацибуж). Между 1973 и 1984 годами здесь запустили три однотипных энергоблока ВС-50, каждый из которых имел котел Rafako ОР-230 и турбину 13UP55 номинальной мощностью 55 МВт, а в 1994 году стал действовать четвертый блок того же типа. Каждый из блоков ВС-50, кроме производства электроэнергии, мог поставлять от 112 МВт тепловой энергии.
Для покрытия пиковых нагрузок в теплосистеме до 1972 года смонтировали два угольных водогрейных котла WP-70 мощностью по 81 МВт, а к концу десятилетия их дополнили двумя WP-120 с показателями по 140 МВт (все они были поставлены упомянутой выше Rafako).
В 2000 и 2002 годах демонтировали по одному котлу WP-70 и WP-120, а в 2008 и 2009 годах вывели из эксплуатации один котел ОР-70 и турбину энергоблока № 1 (однако оставили в работе второй котел из его состава тепловой мощностью 49 МВт). Мощность оставшегося котла WP-120 при этом была номинирована уже как 154 МВт.
По состоянию на 2019 год электрическая мощность станции составляла 221 МВт при тепловой мощности 692 МВт.
Для удаления продуктов сгорания ТЭЦ имела три дымохода: один высотой 200 метров и два высотой по 120 метров. Позже был построен еще один дымоход для установки десульфуризации.